# 久保覚
久保 覚（くぼ さとる、1937年2月 - 1998年9月9日）は、在日韓国・朝鮮人の編集者、文化活動家、朝鮮芸能文化史研究家。本名・鄭 京黙（チョン・キョンムク, 朝: 정경묵）。
60年代から数々の重要作を編集者として刊行し、『全集 現代文学の発見』（学藝書林）や『花田清輝全集』（講談社）の編纂でも大きな業績を残す。

## 略歴
- 1937年　在日朝鮮人として東京府東京市牛込区（現在の東京都新宿区）早稲田鶴巻町に生まれる。
- 1952年　春、牛込一中卒業[1]。東京都立戸山高等学校、次いで海城高校に入学するも経済的事由により中退[1]。
- 1953年　日本共産党に入党（のち、22歳で離党）。
- 1960年　現代思潮社に入社。
- 1967年　せりか書房入社。
- 1968年　「現象学研究会」（後に「はじまりの会」）発足。
- 1971年　「現代批評の会」発足。
- 1984年　「新日本文学」編集長に就任し、1987年まで勤める。
- 1991年　生活クラブ生協連合会《本の花束》の編集に協力。
- 1998年　9月9日午前3時40分、急性心筋梗塞のため東京都三鷹市の病院で死去、享年61。

## 著書
- 『収集の弁証法──久保覚遺稿集』（影書房）
- 『古書発見──女たちの本を追って』（影書房）
- 『旅芸人の世界』（共著、朝日文庫）
- 『別冊新評 花田清輝の世界』（編著、新評社）
- 『こどもに贈る本』（編著、みすず書房）
- 『こどもに贈る本 第2集』（編著、みすず書房）
- 『女たちの言葉』（編著、青木書店）

## 訳書
- デビッド・L・ハリソン文、フィリップ・フィックス絵『巨人ものがたり』（ほるぷ出版）
- 梁民基『仮面劇とマダン劇──韓国の民衆演劇』（晶文社）

## 関連書
- 『未完の可能性──久保覚追悼集』（影書房）
- 坪内祐三『雑読系』（晶文社）
- 高良留美子『崖下の道』（思潮社）
- 四方田犬彦『先生とわたし』（新潮社）

## 註
1. 1 2  日外アソシエーツ人物・文献情報「久保 覚」整理番号：063844